# Stemma della Florida

Stemma della Florida

Lo stemma della Florida (ufficialmente in inglese Great Seal of the State of Florida, ossia Gran Sigillo dello Stato della Florida) è stato adottato ufficialmente nel 1985. Esso è anche presente al centro della bandiera della Florida.  
L'immagine del sigillo vede la presenza di una donna Seminole che sparpaglia dei fiori, due palme Sabal, un battello a vapore sullo sfondo, e il sole all'orizzonte, con i raggi solari che si estendono verso il cielo. 
Lo stemma è circondato da una corona circolare che reca inscritta in alto la denominazione dell'emblema e in basso il motto In God We Trust (Noi Crediamo in Dio).